# Françoise Vallon
Françoise Vallon est une comédienne française.
Principalement active dans le doublage, elle est la voix française régulière de Frances McDormand et Amy Aquino est une des voix de Julie Walters, Jamie Lee Curtis et Alfre Woodard.

## Biographie
Elle a été formée à l'École nationale supérieure des arts et techniques du théâtre (ENSATT).

## Théâtre
- 1981 : Du vent dans les branches de sassafras de René de Obaldia, mise en scène Jacques Rosny, Théâtre de la Madeleine
- 1984 : Napoléon de Jacques Rosny, Yves Gilbert et Serge Lama, mise en scène Jacques Rosny, Théâtre Marigny
- 1994 : Les Petites Femmes de Maupassant de Roger Defossez, mise en scène Daniel Gélin, Théâtre du Marais
- 1999 : La Reine écartelée de Christian Siméon, mise en scène Jean Macqueron, L'Étoile du Nord, Avignon-Off
- 2003 : Landru et fantaisies de Christian Siméon, mise en scène Jean Macqueron, L'Étoile du Nord
- 2009 : Rien, plus rien au monde de Massimo Carlotto, mise en scène Jean Macqueron, L'Étoile du Nord
- 2011 : La Priapée des écrevisses de Christian Siméon, mise en scène Jean Macqueron, L'Étoile du Nord

## Filmographie
- 2011 : Et soudain, tout le monde me manque de Jennifer Devoldère : Sandrine
- 2011 : Les Adoptés de Mélanie Laurent : la gynécologue

## Doublage

### Cinéma

#### Films
- Frances McDormand dans :
  - Wonder Boys (2000) : Dean Sara Gaskell
  - Père et Flic (2002) : Michelle
  - Tout peut arriver (2003) : Zoe
  - L'Affaire Josey Aimes (2005) : Glory
  - This Must Be the Place (2011) : Jane
  - Three Billboards : Les Panneaux de la vengeance (2018) : Mildred Hayes
  - Women Talking (2023) : Scarface Janz

- Julie Walters dans :
  - Billy Elliot (2000) : Mme Wilkinson
  - Calendar Girls (2003) : Annie Clarke
  - Paddington (2014) : Mme Bird
  - Paddington 2 (2017) : Mme Bird
  - Le Jardin secret (2020) : Mme Medlock
  - Paddington au Pérou (2024) : Mme Bird

- Jamie Lee Curtis dans :
  - Halloween, 20 ans après (1998) : Laurie Strode
  - Halloween : Résurrection (2002) : Laurie Strode
  - Halloween (2018) : Laurie Strode
  - Halloween Kills (2021) : Laurie Strode
  - Halloween Ends (2022) : Laurie Strode

- Jeanne Tripplehorn dans :
  - Waterworld (1995) : Helen
  - L'Amour de ma vie (1997) : Gwen Moss
  - Mickey les yeux bleus (1999) : Gina Vitale
  - À la dérive (2002) : Marina

- Wendy Crewson dans :
  - Air Force One (1997) : Grace Marshall
  - Le Pacte du sang (2006) : Evelyn Danvers
  - Les Portes du temps (2007) : Mary Stanton

- Dana Delany dans :
  - Light Sleeper (1992) : Marianne Jost
  - L'Envolée sauvage (1996) : Susan Barnes

- Catherine Keener dans :
  - Into the Wild (2007) : Jan Burres
  - Adam à travers le temps (2022) : Maya Sorian

- Lindsay Duncan dans :
  - Il était temps (2013) : la mère de Tim
  - Birdman (2014) : Tabitha

- 1978[2] : Corvette Summer : Mme Dantley (Jane A. Johnston)
- 1992 : Un faux mouvement : Lila 'Fantasia' Walker (Cynda Williams)
- 1993 : Red Rock West : Suzanne Brown/Ann McCord (Lara Flynn Boyle)
- 1993 : La Firme : la jeune femme de la plage (Karina Lombard)
- 1995 : Usual Suspects : Edie Finneran (Suzy Amis)
- 1998 : Big Party : la femme déguisée en Ange (Jenna Elfman)
- 2000 : Circus : Lilly (Famke Janssen)
- 2000 : The Million Dollar Hotel : Vivien (Amanda Plummer)
- 2002 : Frida : Lupe Marín (Valeria Golino)
- 2003 : Retour à Cold Mountain : Sally Swanger (Kathy Baker)
- 2005 : La Main au collier : Dolly (Stockard Channing)
- 2005 : Match Point : Eleanor Hewett (Penelope Wilton)
- 2005 : Hitch, expert en séduction : Louise (Jenna Stern)
- 2006 : Un goût de nouveauté : Joyce McQueen (Alfre Woodard)
- 2007 : De l'autre côté : Yeter Öztürk (Nursel Köse)
- 2008 : Dark World : Naomi (Kika Markham)
- 2008 : Moscow, Belgium : Matty (Barbara Sarafian)
- 2009 : La Sicilienne : Rosa Mancuso (Lucia Sardo)
- 2009 : Où sont passés les Morgan ? : Emma Wheeler (Mary Steenburgen)
- 2009 : Chéri : Marie Laure (Iben Hjejle)
- 2011 : My Week with Marilyn : Paula Strasberg (Zoe Wanamaker)
- 2011 : Un flic pour cible : Olive Oil (Karen Christie-Ward)
- 2012 : Red Lights : Rina (Adriane Lenox)
- 2012 : Au-delà des collines : l'institutrice (Luminita Gheorghiu)
- 2012 : Hannah Arendt : Hannah Arendt (Barbara Sukowa)
- 2013 : Les Amants passagers : Norma Boss (Cecilia Roth)
- 2013 : Admission : Rachael (Sarita Choudhury)
- 2013 : Les Sorcières de Zugarramurdi : Graciana Barrenetxea (Carmen Maura)
- 2014 : The Voices : Dr Warren (Jacki Weaver)
- 2018 : La Part Obscure : Tanya (Doña Croll)
- 2018 : Mortal Engines : Dr Twix (Sarah Peirse)
- 2019 : Falling Inn Love : Hana (Irene Wood)
- 2020 : Le Voyage du Docteur Dolittle : Ginko-Who-Soars la dragonne (Frances de la Tour) (voix)
- 2020 : Trop d'amour à donner : Amatista (Betiana Blum)
- 2021 : Flag Day : grand-mère Margaret (Dale Dickey)
- 2022 : The Sky Is Everywhere : Gram (Cherry Jones)
- 2022 : Le Dirigeant (es) : Leticia (Mónica Raiola)
- 2023 : Insidious: The Red Door : ? ( ? )
- 2024 : Megalopolis : Teresa Cicero (Kathryn Hunter)

#### Films d'animation
- 1986 : Mon petit poney, le film : Reeka
- 2013 : Les Croods : Ugga
- 2020 : Les Croods 2 : Une nouvelle ère : Ugga
- 2025 : Une nuit au zoo : Grand-mère Abigale

### Télévision

#### Téléfilms
- 1990 : Le Dernier des Capone : Annie (Maria Pitillo)
- 1990 : Le Grand Déballage : ? (Patricia Sill)
- 1993 :  Les Joies du mariage : Pamela (Kathleen York)
- 1994 :  Un dimanche sur deux : Claire Forman (Ashley Crow)
- 1996 : Panique sur le grand huit : Teresa Colson (Stepfanie Kramer)
- 1999 : La Vie secrète d'une milliardaire : Chandi Heffner (Mare Winningham)
- 2000 : Le Prix de l'éternité : Megan O'Hare (Kendall Cross)
- 2003 : Le Destin d'Audrey : Audrey Walker (Jean Smart)
- 2005 : McBride : Secret médical : Dr Jessica Tyler (Gigi Rice)
- 2005 : Roman noir : Mélodie pour un meurtre : Bonnie (Tina Lifford)
- 2006 : Le Détournement du vol 93 : Lisa Jefferson (Monnae Michaell)
- 2007 : Dessine-moi une famille : Edna Reilly (Alfre Woodard)
- 2008 : Mariage dangereux : Mme Spencer (Dolores Drake)
- 2010 : Noël sans cadeaux : Hillary Brodski (Lesa Thurman)
- 2010 : L'Étoile de la glace : Harriet Clayton (Shelley Long)
- 2013 : Un secret bien enfoui : Dr Maria Knapp (Ulli Maier)
- 2015 : Les secrets de Turkey Hollow : tante Sarah (Mary Steenburgen)
- 2017 : La remplaçante : Beth (Siobhan Redmond)
- 2017 : Trois filles et un mariage : Babs (Charlene Tilton)
- 2017 : L'Amour comme chiens et chats : Ellen (Gwynyth Walsh)
- 2018 : Les biscuits préférés du Père Noël : Martha (Patricia Richardson)
- 2022 : Les secrets de la famille Regan : Joan Regan (Ann MacDonald)

#### Séries télévisées
- Amy Aquino dans (8 séries) :
  - À la Maison-Blanche (2000) : Becky Reeseman (saison 1, épisode 17)
  - Preuve à l'appui (2001-2004) : l'inspecteur Lois Carver[3] (8 épisodes)
  - Les Experts : Manhattan (2005) : Diane Lipstone (saison 1, épisode 20)
  - Monk (2005) : Rhonda (saison 3, épisode 10)
  - Ghost Whisperer (2006) : Georgina (saison 1, épisode 17)
  - Boston Justice (2007) : la juge Phyllis Tamber (saison 3, épisode 24)
  - Being Human (2013-2014) : Donna Gilchrist (9 épisodes)
  - Harry Bosch (2014-2021) : le lieutenant Grace Billet (68 épisodes)

- Alfre Woodard dans (7 séries) :
  - The Practice : Donnell et Associés (2003) : Denise Freeman (saison 7, épisodes 11 et 12)
  - Desperate Housewives (2005-2006) : Betty Applewhite (2e voix - 24 épisodes[4])
  - Mon meilleur ennemi (2008) : Mavis Heller (9 épisodes)
  - Three Rivers (2009-2010) : Dr Sophia Jordan (12 épisodes)
  - Grey's Anatomy (2011) : Justine Campbell (saison 8, épisode 8)
  - Private Practice (2012) : Dee Bennett (saison 6, épisode 5)
  - The Last Ship (2014-2015) : Amy Granderson (3 épisodes)

- Sandra Bernhard dans :
  - Highlander (1996) : Carolyn Marsh (saison 5, épisode 6)
  - Ally McBeal (1997) : Caroline Poop (saison 1, épisodes 8 et 9)
  - The L Word (2005) : Charlotte Birch (5 épisodes)

- Sarita Choudhury dans :
  - Homeland (2011-2017) : Mira Berenson (20 épisodes)
  - The Path (2018) : Lilith (13 épisodes)
  - Jessica Jones (2019) : Kith Lyonne (7 épisodes)

- Amy Morton dans : 
  - Chicago Fire (depuis 2014) : le sergent Trudy Platt (30 épisodes - en cours)
  - Chicago Police Department (depuis 2014) : le sergent Trudy Platt (180 épisodes - en cours)
  - Chicago Med (2017-2020) : le sergent Trudy Platt (3 épisodes)

- Gabrielle Scharnitzky dans : 
  - Le Destin de Lisa (2005-2006) : Sophie von Brahmberg
  - Le Destin de Bruno (2006-2007) : Sophie von Brahmberg
- L. Scott Caldwell dans :
  - La Vie secrète d'une ado ordinaire (2008-2013) : Margaret Shakur (32 épisodes)
  - Madam Secretary (2015) : Afeni Rahim (saison 2, épisode 7)

- 1971-1980 : La Grande Aventure de James Onedin : Lady Elizabeth Fogarty (Jessica Benton) (91 épisodes)
- 1984-1994 : Amoureusement vôtre : Shana Sloane Burnell (Susan Keith) (322 épisodes)
- 1996-1998 : Les Repentis : la directrice (Jennifer Dale) (23 épisodes)
- 2000-2003 : Le Clan du bonheur : Sarah Borkmann (Janina Hartwig) (50 épisodes)
- 2001 : Le Protecteur : Sœur Anne (Jill Remez) (saison 1, épisode 9)
- 2001 : JAG : Jane Maples (Gina Hecht) (saison 6, épisode 21)
- 2001 / 2005 : Six Feet Under : Angela (Illeana Douglas) (3 épisodes)
- 2001-2009 : Les Experts : Claudia Gideon (Anne Ramsay) (saison 2, épisode 11), Melissa Winters (Elizabeth Mitchell) (saison 3, épisode 14), Chloe Daniels (Lisa Thornhill) (saison 5, épisode 13), la capitaine Annie Kramer (Donna Murphy) (saison 5, épisode 20), Eva (Kristin Richardson) (saison 6, épisode 2), Carol Allred (Meredith Scott Lynn) (saison 6, épisode 18), Shannon Turner (Ally Sheedy) (saison 7, épisode 22), l'inspecteur Carolina Flores (Constance Marie) (saison 8, épisode 16), la juge Himmel (Vanessa Bell Calloway) (saison 9, épisode 14), Nicole Jones (Lisa Darr)(saison 9, épisode 16)
- 2002 : Boston Public : Helen Mendoza (Lucki Wheating) (saison 2, épisode 17)
- 2002 : MI-5 : Rachel (Rachel Power) (saison 1, épisode 1)
- 2002-2003 : Le Monde merveilleux d'Andy Richter : Jessica Green (Paget Brewster) (19 épisodes)
- 2004 : 24 Heures chrono : Rae Plachecki (Jenette Goldstein (saison 3, épisode 14)
- 2004 / 2007 : Las Vegas : Helen Putasca (Jane Lynch) (saison 1, épisode 17), Margo Poon (Sandra Bernhard) (saison 4, épisode 14)
- 2004-2011 : Les Experts: Miami : la juge Veracruz (Marlene Forte) (saison 3, épisode 2), Beth Campbell (Melinda McGraw) (saison 7, épisode 6), Allison Burgess (Andrea Parker) (saison 8, épisode 4), Meredith Ramsey (Jacqueline McKenzie) (saison 10, épisode 3)
- 2005 : Empire : Servilia (Trudie Styler) (mini-série)
- 2005 : Close to Home : Juste Cause : Briana Holden (McNally Sagal) (saison 1, épisode 7)
- 2005 : Hot Dog Family : Michelle Lackerson (Amy Yasbeck) (13 épisodes)
- 2005 : Into the West : la femme au Cœur de Tonnerre âgée (mini-série)
- 2005-2006 : Wildfire : Isabelle Matia-Paris (Debrah Farentino) (5 épisodes)
- 2006 : Dexter : Nina Batista (Angela Alvarado Rosa) (3 épisodes)
- 2006 : Miss Marple : Mrs Fane (Geraldine Chaplin) (épisode La Dernière Énigme)
- 2006 : New York, unité spéciale : Monica Bradshaw (Susan Saint James) (saison 7, épisode 16)
- 2006 : Will et Grace : Gin (Bernadette Peters) (saison 8, épisode 22)
- 2006 / 2009 : Médium : la légiste (Kimberly Scott) (saison 3, épisode 13), Dr Richards (Charlayne Woodard) (saison 5, épisode 15)
- 2006-2010 : Old Christine : Barbara « Barb » Baran (Wanda Sykes) (67 épisodes)
- 2007 : Heroes : Victoria Pratt (Joanna Cassidy) (saison 2, épisode 10)
- 2007-2008 : Retour à Lincoln Heights : Mama Taylor (Juanita Jennings) (4 épisodes)
- 2008 : CIB : Criminal Investigation Bureau : l'inspecteur Frances « Frankie » Tully (Vanessa Gray (13 épisodes)
- 2009 : Damages : Monique Bryant (Sharon Washington (de)) (saison 2, épisodes 2 et 12)
- 2010 : United States of Tara : Lynda P. Frazier (Viola Davis) (6 épisodes)
- 2010-2011 : Hawthorne : Infirmière en chef : Gail Strummer (Vanessa Bell Calloway) (12 épisodes)
- 2012 : Annika Bengtzon : Berit Hamrin (Kajsa Ernst) (6 épisodes)
- 2012 : Out with Dad : Maureen Maureen (Mary Joseph) (saison 3, épisodes 15 et 16)
- 2012-2014 : Dallas : Lucy Ewing Cooper (Charlene Tilton) (6 épisodes)
- 2013 : Smash : Cynthia Moore (Sheryl Lee Ralph) (saison 2, épisode 4)
- 2013 : Golden Boy : Nora Clark (Polly Draper) (6 épisodes)
- 2014-2015 : Bankerot : la psychologue de l'école (Hella Joof) (9 épisodes)
- 2014-2017 : Blacklist : la procureure générale Reven Wright (Adriane Lenox (en)) (16 épisodes)
- depuis 2014 : Grantchester : Mrs. Maguire (Tessa Peake-Jones) (41 épisodes - en cours)
- 2015-2016 : Flash : Francine West (Vanessa A. Williams) (5 épisodes)
- 2016-2017 : Vice Principals : Mme LeBlanc (Robin Bartlett) (6 épisodes)
- 2017-2018 : Damnation : Della (Nola Augustson) (7 épisodes)
- 2018 : La Vérité sur l'affaire Harry Quebert : Maggie Pratt (Felicia Shulman) (mini-série)
- 2018 : Diablero : Mamá Chabela (Dolores Heredia) (8 épisodes)
- 2018 : Mystery Road : Emma James (Judy Davis) (6 épisodes)
- 2018 : When Heroes Fly : Ruti Danino, la mère d'Aviv (Rita Shukrun) (5 épisodes)
- 2018-2019 : Insatiable : Stella Rose Buckley (Beverly d'Angelo) (5 épisodes)
- 2019 : The Morning Show : Geneva Mickland (Kate Vernon) (5 épisodes)
- 2019 : Watchmen : Jane Crawford (Frances Fisher) (mini-série)
- 2019-2021 : NCIS : Enquêtes spéciales : Odette Malone (Elayn J. Taylor) (5 épisodes)
- 2020 : The Gloaming (en) : Grace Cochran (Rena Owen)
- 2020 : Défendre Jacob : Joanna Klein (Cherry Jones) (mini-série)
- 2021 : Les Enquêtes de Vera : Barbara Tullman (Lorraine Ashbourne) (saison 11, épisode 1)
- 2022 : Le Lac : Ulrika (Carolyn Scott)
- 2022 : Outer Range : Patricia Tillerson (Deirdre O'Connell (en)) (4 épisodes)
- 2024 : Whiskey on the Rocks : Barbro Hultén (Katrin Sundberg) (mini-série)

#### Séries d'animation
- 1974[5] : Chobin : Laurie et Gabby
- 1980-1981[6] : Le Monde enchanté de Lalabel : Clarine, Pesta (le chat de Biscus), Marcelline Grisounet
- 1984 : Signé Cat's Eyes : l'agent Mayoche (épisode 61)
- 1985 : Les Wuzzles : Fokeland
- 1985 : Les Potatous : voix additionnelles
- 1985-1991 : Les Gummi : Sunni et Princesse Calla
- 1986 : Moi Renart : Nono (épisode 15)
- 1986 : Clair de lune : Crystal
- 1986[7] : Ricky Star : Nathalie, Melody, Catherine
- 1986-1987 : Mon petit poney : divers poneys
- 1986-1987 : Choupette et Topi[8] : voix additionnelles
- 1986-1987 : Les Luxioles : Ver luisant et Cappy
- 1990 : Pluche, Riquet, Pat[9] : voix additionnelles
- 1991[10] : RG Veda : Karura-O (OAV)
- 1993-1999 : Les Histoires du père Castor : diverses voix
- 1996-1999 : Animutants : la Veuve Noire
- 1997-2002 : Daria : Tiffany Blum-Deckler / tante Amy (2e voix - saison 5, épisode 10)
- 2001-2002 : Les Nouvelles Aventures de Lucky Luke : Lola Montes
- 2002-2007 : Kim Possible : la mère de Drakken et la grand-mère de Kim
- 2004 : Samurai champloo : Sawa la libraire (épisode 5), Fleur de Raisin / Osen (épisode 8)
- 2015-2017 : Les Croods : Origines : Ugga
- 2021-2023 : Les Croods, (pré)histoires de famille : Ugga

### Direction artistique
- 1997-2002 : Daria[11]
- 1999 : Animutants